# Cygnus X-3
Cygnus X-3 (V1521 Cygni) ist ein 1966 entdecktes Röntgendoppelsternsystem im Sternbild Schwan. Es gehört wie Hercules X-1 zu den seltenen Beispielen derartiger Systeme, die auch im VHE-Gammabereich (Abk. VHE für engl. very high energy) periodische Strahlung aussenden. Die Emission dieser höchstenergetischen Gammastrahlung mit Energien bis 1016 eV wurde erstmals 1983 registriert. Außerdem emittiert Cygnus X-3 stark veränderliche Radiostrahlung sowie Infrarotstrahlung. Im optischen Bereich ist Cygnus X-3 wegen der starken interstellaren Extinktion nicht sichtbar.
Cygnus X-3 ist einer der hellsten Röntgenquellen in unserer Galaxie. Der Name deutet an, dass dieses Doppelsternsystem die dritte im Sternbild Schwan entdeckte Röntgenquelle ist. Es besteht aus einem Neutronenstern oder schwarzen Loch und einem durch Beobachtungen im Infrarot als Wolf-Rayet-Stern klassifizierten Begleiter. In allen Wellenlängenbereichen weist es Schwankungen mit einer Periode von 4,8 Stunden auf. Jüngere Beobachtungen in höheren Energiebereichen können weder eine stetige noch eine gepulste Emission von Cygnus X-3 nachweisen. Es werden die Daten der HEGRA-IACT-Messungen aus dem Jahre 2001 auf stetige und periodische Emission hin untersucht.